# (34918) 4654 P-L
4654 P-L (asteroide 34918) é um asteroide da cintura principal. Possui uma excentricidade de 0.24844480 e uma inclinação de 1.33615º.
Este asteroide foi descoberto no dia 24 de setembro de 1960 por Cornelis Johannes van Houten e Ingrid van Houten-Groeneveld e Tom Gehrels em Palomar.